# ベッドフォード・ブルーズ
ベッドフォード・ブルーズ（英: Bedford Blues）は、イングランドのベッドフォードに本拠地を置くラグビーユニオンクラブである。スタジアムはゴールディントンロード。RFUチャンピオンシップ（2部）に所属。

## 歴史
1886年、ベッドフォード・ラグビーとして創設。
1998年、ナショナル・ディビジョンワン（現・ギャラガー・プレミアシップ）に昇格。昇格に伴いベッドフォード・ブルーズにチーム名変更。
1999-2000シーズン後に降格して以降は、プレミアシップから遠ざかっている。

## 歴代所属選手
- ジェームス・プリチャード(カナダ代表)
- ベン・アレクサンダー(オーストラリア代表)
- オーウェン・ファレル(イングランド代表)
- トム・ヤングス(イングランド代表)
- ソアネ・トンガウィラ(トンガ代表)
- ダンカン・テイラー(スコットランド代表)
- ウィル・フーリー(アメリカ代表)
- ジャスティン・ブランシェ(カナダ代表)
- ベイデン・カー
- ジェームス・ウィルソン
- ジョージ・クルーズ(イングランド代表)
- ダン・コール(イングランド代表)
- アリ・プライス(スコットランド代表)
- マイク・エレリー(7人制イングランド代表)
- マット・ウォーリー(香港代表)
- アラフォティ・ファオシリバ(サモア代表)